# Beat Staufer
Beat Staufer (* 2. August 1976) ist ein Schweizer Tischtennisspieler. Er nahm an mindestens zwei Europameisterschaften und zwei  Weltmeisterschaften teil.

## Werdegang
Beat Staufer ist Linkshänder. Bei der Jugend-Europameisterschaft 1993 erreichte er in der Altersklasse U18 das Viertelfinale. Im Folgejahr ging er nach Schweden, um sich am Tischtennisgymnasium Falkenberg zu entwickeln. Später spielte er beim Verein TTC Young Stars Zürich, 2007 wechselte er nach Deutschland zum Regionalligisten TSV Untermberg.
Bei den Schweizer Meisterschaften erreichte er 2005 im Einzel das Endspiel, im Doppel mit Raphael Keller holte er 2001 und 2006 den Titel. Staufer vertrat die Schweiz bei den Europameisterschaften 1994 und 1996 und den Weltmeisterschaften 1995 und 2000, kam dabei aber nie in die Nähe von Medaillenrängen.